# I. e. 387
Évszázadok: i. e. 5. század – i. e. 4. század – i. e. 3. század
Évtizedek: i. e. 430-as évek – i. e. 420-as évek – i. e. 410-es évek – i. e. 400-as évek – i. e. 390-es évek – i. e. 380-as évek – i. e. 370-es évek – i. e. 360-as évek – i. e. 350-es évek – i. e. 340-es évek – i. e. 330-as évek
Évek: i. e. 392 – i. e. 391 – i. e. 390 – i. e. 389 –  i. e. 388 – i. e. 387 – i. e. 386 – i. e. 385 – i. e. 384 – i. e. 383 – i. e. 382

## Események

### Görögország
- A korinthoszi háborúban Antalkidasz, a spártai flotta parancsnoka együttműködik a perzsákkal Athén (amely perzsaellenes szövetségre lépett Ciprussal és Egyiptommal) ellenében. A hellészpontoszi Abüdosznál kikerüli az athéni blokádot, legyőz egy kisebb athéni hajórajt és csatlakozik szürakuszai szövetségeseihez. A perzsáktól utánpótlást szerezve blokád alá veszi a Hellészpontoszon átmenő, Athén gabonaellátásában kulcsfontosságú kereskedelmet.
- Athén - emlékezve a másfél évtizede lezárt peloponnészoszi háborúra, amit a lezárt Hellészpontosz és a perzsák ellenségessége miatt katasztrofális vereséggel zárt - hajlandó békét kötni. A II. Artaxerxész perzsa király közvetítésével létrehozott "király békéje" lezárja a korinthoszi háborút. Kis-Ázsia és Ciprus perzsa fennhatóság alatt marad (Lemnosz, Imbrosz és Szkürosz kivételével, amelyek Athén felügyelete alatt maradnak), a többi görög városállam autonómiát kap. A békeszerződés révén a perzsák kulcsfigurákká válnak a görög politikában.[1]
- A thébai szövetséget Spárta követelésére felszámolják és megszüntetik Korinthosz és Argosz közös irányítását is. Korinthosz visszakerül a Spárta által dominált peloponnészoszi szövetségbe.

### Itália
- I. Dionüsziosz, a szicíliai Szürakuszai zsarnoka a lukánok segítségével feldúlja a dél-itáliai Thurioi, Kroton és Lokri városok vidékét. Elfoglalja Rhégiont, amivel a térség legerősebb hatalmává válik.
- A rómaiak elkezdik városuk újjáépítését a gall pusztítás után. Marcus Furius Camillus megalapítja a Capitoliumi játékokat (Ludi Capitolini) megemlékezve arról, hogy a gallok nem tudták elfoglalni a Capitoliumot.
- Rómában consuli jogkörű katonai tribunusok: Lucius Papirius Cursor, Lucius Aemilius Mamercinus, Lucius Valerius Potitus Poplicola, Gnaeus Sergius Fidenas Coxo, Licius Menenius Lanatus és Aulus Manlius Capitolinus.

## Kultúra
- Dionüsziosz kiűzi Platónt Szürakuszaiból; a filozófus visszatér Athénba és megalapítja Akadémiáját.

## Halálozások
- Vej Ven-hu, a kínai Vej állam uralkodója

## Fordítás
- Ez a szócikk részben vagy egészben  a(z)   387 BC című angol Wikipédia-szócikk ezen változatának fordításán alapul.  Az eredeti cikk szerkesztőit annak laptörténete sorolja fel. Ez a jelzés csupán a megfogalmazás eredetét és a szerzői jogokat jelzi, nem szolgál a cikkben szereplő információk forrásmegjelöléseként.